# Parathelges enoshimensis
Parathelges enoshimensis is een pissebed uit de familie Bopyridae. De wetenschappelijke naam van de soort is voor het eerst geldig gepubliceerd in 1950 door Sueo M. Shiino.